# CNN Today
CNN Today (en Español: CNN Hoy) es un programa global de noticias en CNN International destinada a Asia como un show de la mañana. El show transmite de lunes a viernes de HKT de 06:00  a 08:00 HKT.
El programa se estableció en estreno 19 de octubre de 2014, pero debido a un retraso, el espectáculo se estrenó el 2 de noviembre en lugar de otro.

## Presentadores
- Michael Holmes
- Amara Walker